# 台灣狗母魚
台灣狗母魚，為輻鰭魚綱仙女魚目合齒魚亞目合齒魚科的其中一種，分布於西北太平洋的台灣南部海域，棲息深度可達80公尺，體長可達19.5公分，為底棲性魚類，生活在沙底質海域，屬肉食性，生活習性不明。